# 吴大观
吴大观（1916年11月13日—2009年3月18日），祖籍江苏扬州，出生于江苏镇江，航空发动机专家，被誉为中国航空发动机之父。

## 生平
1942年，于西南联合大学航空系毕业。1944年，赴美，进入莱可敏航空发动机制造厂和普惠公司实习。